# Vankelov motor
Vankelov motor (engl. Wankel engine) predstavlja tip motora sa unutrašnjim sagorevanjem specifične konstrukcije (sa obrtnim klipovima) - rotacioni klipni SUS motor, koji transformiše pritisak u rotaciono kretanje. Sva četiri takta karakteristična za (klipne) motore sa unutrašnjim sagorevanjem (ubrizgavanje, sabijanje i paljenje goriva i naknadno izbacivanje gasova) se vrše u kućištu ovalnog oblika u čijem „centru“ se nalazi rotor u obliku reloovog trougla. Ovakva konstrukcija čini ovaj motor kompaktnim, dakle manjim i značajno lakšim u odnosu na standardne motore sa unutrašnjim sagorevanjem pri čemu uravnoteženo isporučuje snagu i to pri velikom broju obrtaja. Često se ovaj motor poistovećuje sa rotacionim motorom iako se ime rotacioni motor odnosi na više vrsta motora od kojih neki imaju značajno drugačiju konstrukciju od Vankelovog motora. 
Ovaj motor je osmislio nemački inženjer Feliks Vankel. Razvoj ovog motora je započet početkom 1950-tih i prototip je završen 1957.
Zahvaljujući svom kompaktnom dizajnu motor se koristi za pokretanje raznih vozila i mašina kao što su automobili (uključujući i trkačke automobile), avione, vodene skutere, motorne testere.Od automobilskih kompanija Mazda se ističe po čestoj upotrebi ovog motora u svojim vozilima.

## Istorija
Nemački inženjer Feliks Vankel je započeo razvoj motora u jednoj fabrici automobila koja sada pripada firmi Folksvagen gde je 1954 završio razvoj koncepta ovog rotacionog motora.Hans Diter Paške je konstruisao motor KKM 57 bez znanja Vankela koji je kasnije kritikovao Paškea govoreći :”Od mog trkačkog konja si napravio stoku za vuču”.Prvi potpuno funkcionalni motor ove vrste, DKM 54, je napravljen 1.2.1957.
Mnogo truda je uloženo u razvoj ovog motora naročito 1960-tih i 1970-tih.Interesovanje za ovaj motor poticalo je od činjenice da je izuzetno tih.Osim toga, motor je mnogo pouzdaniji od konvencionalnih motora usled toga što ima manje pokretnih delova (najčešće ima samo tri pokretna dela dok motori sa klipovima imaju preko 40).
U SAD-u 1959 kompanija za proizvodnju aviona ’Curtis-Wright‘ je napravila neke izmene na osnovnom modelu čime su poboljšane performanse motora.U Velikoj Britaniji 1960-tih, Rols Rojs je proizveo prvu dizel verziju. U Velikoj Britaniji je proizvođač motocikala ’Norton’ razvio verziju motora pogodnu za motocikle.Suzuki je takođe proizveo motocikala sa ovim motorom -RE 5.’Deer &company’ je koristila ovaj motor za proizvodnju svojih vozila koja se kreću po snegu. Američka vojska je koristila ovaj motor u nekim svojim vozilima krajem 1980-tih. 
Interesovanje za ovaj tip motora pokazale su razne velike kompanije poput Sitroena, Mercedes-Benza i ‘General motorsa’.Međutim, jedino je Mazda nastavila da koristi Vankelov motor-najverovatnije zbog nešto toga što je proizvodnja ovog motora nešto skuplja od standardnih motora. Osim toga motor koji je ‘General motors’ proizveo nije ispunjavao propise o emisiji gasova, pa nikad i nije ušao u masovnu proizvodnju.
Nakon godina razvoja, prvi Mazdin automobil sa Vankelovim motorom bio je ‘Cosmo’. Sledila je proizvodnja autobusa i kamioneta sa ovim motorom. Kupci Mazdinih modela sa ovim motorom naročito su hvalili nizak nivo buke koji su automobili proizvodili. Mazda je kasnije prestala da koristi ovaj motor u svim modelima osim u modelu RX 7. Kompanija je koristila Vankelov motor sa dva rotora sve do modela ‘Eunos Cosmo’ 1991 koji je koristio motor sa 3 rotora i 2 turbopunjača. Motor ‘Renesis’ je predstavljen 2003 u modelu RX 8.U njemu su portovi za izduvne gasove I ubrizgavanje goriva pomereni sa periferije kućišta rotora na strane, čime je omogućena upotreba većih portova, bolji protok vazduha i isporučivanje veće snage. ’Renesis’ može da proizvede 238 konjskih snaga (177 kW), pri čemu je smanjena potrošnja i emisija štetnih gasova (koji su kod ranijih modela bili problem) i dodatno je povećana pouzdanost. Radna zapremina ovog motora je 1,3 litara.

## Konstrukcija
U Vankelovom motoru, tipičan četvorotaktni ciklus (Otov ciklus) se odvija u prostoru između trostranog, simetričnog rotora i unutrašnjosti kućišta.U osnovnom modelu Vankelovog motora sa jednim rotorom, ovalno kućište okružuje rotor koji je oblika sličnog obliku reloovog trougla.Ovakav oblik rotora je rezultat težnje da se smanji radna zapremina motora i da se poveća odnos između maksimalne i minimalne zapremine svake od tri komore u toku jednog ciklusa.Odatle, simetrične stranice ( koje spajaju vrhove rotora ) imaju najveće moguće ”ispupčenje” a da pritom nijedna strana rotora ni u jednom trenutku ne dotiče unutrašnjost kućišta.
Kako ovaj motor funkcioniše najjasnije se vidi sa animacije.
Četvorotaktni motori sa klipovima izvrše jedno sagorevanje goriva po cilindru na svake dve rotacije kolenastog vratila dok svaka komora za sagorevanje (komora odgovara jednom klipu) u Vankelovom motoru izvrši jedno sagorevanje na jednu rotaciju rotora (rotor odgovara kolenastom vratilu).Dakle, kod Vankelovog motora dok rotor izvrši jednu rotaciju izvrše se tri sagorevanja.Ovo za posledicu ima da Vankelov motora isporučuje veću snagu od motora sa klipovima slične redne zapremine.
Vankelovi motori mogu da rade na većem broju obrtaja od odgovarajućih motora sa klipovima usled toga što oni nemaju delove koji rade u takvim režimima da dolazi do zamora materijala odnosno delove koji su pod velikim opterećenjem kao što je to slučaj kod standardnih motora (kolenasto vratilo, veze između vratila i klipova).Vankelovi motori koji se koriste u trkačkim motorima rade i na brzinama od 10000 obrtaja u minuti.

## Inženjerstvo
Najteži problem koji je trebalo da inženjeri reše, kako bi napravili pouzdan Vankelov motor, bio je problem koji se odnosi na činjenicu da se kod Vankelovog motora svaki od četiri ciklusa odvijaju u zasebnim komorama. Rezultat toga je da se različiti delovi motora nejednako zagrevaju.
Ovaj problem se donekle prevazilazi vodenim hlađenjem tako što voda cirkuliše kroz komore koje okružuju sam deo motora u kojem se odvija četvorotaktni ciklus.Ovo za rezultat ima prenošenje toplote sa toplijih na hladnije delove motora čime se sprečava nejednako zagrevanje a samim tim i neravnomerna ekspanzija pojedinih delova usled povišene temperature.Kod motora sa klipovima čitav Otov ciklus se odvija u jednom klipu pa oni nemaju ovaj problem.

## Materijali
Za razliku od motora sa klipovima, gde se nakon sagorevanja i izbacivanja gasova cilindar hladi samim ubrizgavanjem smeše goriva i gasova (naravno ovo nije jedini oblik hlađenja) , kućište Vankelovog motora je stalno više zagrejano sa jedne strane, što vodi visokim temperaturama na strani gde se vrši paljenje smeše i nejednakoj termalnoj ekspanziji.Da bi motor bio pouzdan, osim sistema vodenog hlađenja, problem se rešava I korišćenjem egzotičnih legura i keramike.Upotreba ovakvih materijala je moguća upravo zahvaljujući jednostavnoj konstrukciji Vankelovog motora.

## Prednosti
Vankelovi motori su znatno manji, lakši, i imaju manje pokretnih delova nego ekvivalentan motor sa klipovima. Na primer, usled toga što se rotor nalazi direktno na osovini više nema potrebe za upotrebom delova koji su bili pod velikim naprezanjima (koji su samim tim bili kratkog veka) što ove motore čini pouzdanijim.
Veličina i oblik Vankelovog motora omogućavaju veću slobodu pri konstruisanju šasije automobila, odnosno oblik motora dozvoljava izradu aerodinamičnije šasije.
Konstrukcija ovih motora obezbeđuje isporučivanje izvesne količine snage čak i kada dođe do teškog kvara, dok bi motor sa klipovima gotovo sigurno odmah prestao sa radom.Ova osobina je veoma bitna kod primene u avio-industriji.

## Mane
Osnovni nedostatak Vankelovih motora je povećana potrošnja goriva. Međutim, u najnovijem modelu ove vrste motora ‘Renesis’ ovaj problem je rešen nizom konstrukcijskih unapređenja. Sada motor pri radu troši izvesne količine ulja pa korisnici ovih motora moraju periodično da dodaju male količine ulja u motor. Ali i pored ovog dodatnog izdatka Vankelovi motori su sada znatno ekonomičniji.